# Edsvalla
Edsvalla is een plaats in de gemeente Karlstad in het landschap Värmland en de provincie Värmlands län in Zweden. De plaats heeft 1029 inwoners (2005) en een oppervlakte van 147 hectare.